# Ahmet Akdilek
Ahmet Akdilek, né le 10 mars 1988 à Konya, est un coureur cycliste turc. 

## Palmarès
- 2011
  - K.A.P. Sezon Açılış Kupası :
    - Classement général
    - 1re étape
- 2014
  - 1re étape du K.A.P. Sezon Açılış Kupası
- 2015
  -  Champion de Turquie sur route
  - Tour de Çanakkale :
    - Classement général
    - Prologue
- 2017
  - 3e du Challenge du Prince - Trophée princier

## Classements mondiaux
| Année           | 2011   | 2012 | 2013   | 2014   | 2015 | 2016 | 2017 |
| --------------- | ------ | ---- | ------ | ------ | ---- | ---- | ---- |
| UCI Europe Tour | 1 087e | 640e | 1 105e | 1 052e | 153e |      |      |
| UCI Africa Tour |        |      |        |        |      |      | 94e  |